# Храм Святой Софии (Салоники)
Хра́м Свято́й Софи́и (греч. Ἁγία Σοφία) — крестокупольный трёхнефный христианский храм в городе Салоники, освящённый во имя Софии Премудрости Божией. Находится в ведении Фессалоникийской митрополии, одновременно подчинённой Элладской православной церкви и Константинопольскому патриархату.
Представляет собой исключительно редкий образец церкви иконоборческого периода, сочетающий в себе черты крестово-купольного храма и трёхнефной базилики. В 1988 году в составе раннехристианских и византийских памятников Салоник включён в список объектов Всемирного наследия ЮНЕСКО.

## История храма
На месте существующего храма в первой половине V века располагалась раннехристианская пятискатная базилика, посвящённая святому Марку. Вместе с другими постройками она представляла собой комплекс религиозных сооружений площадью более 8000 квадратных метров:94. Эта церковь была разрушена землетрясением в 618-620 годах, и на её месте был построен нынешний храм, занявший только часть прежнего комплекса.
Строительство храма относят к периоду между 690 и 730 годами:96, а первое письменное упоминание о нём содержится в письме Феодора Студита от 795 года. Окончание строительства храма Святой Софии приходится на период правления императора Льва III, при котором в Византийской империи началось иконоборчество, что объясняет минимальное количество мозаичных украшений храма.
В византийский период храм окружали многочисленные административные и культовые сооружения. Иоанн Камениата, описывая в начале X века церкви Салоник, называет храм Святой Софии одним из самых выдающихся. В 1359 году в храме погребли архиепископа Григория Паламу, вскоре канонизированного в лике святых, а его мощи стали почитаться источником чудес. В X веке Софийский собор стал кафедральным храмом Фессалоникийской митрополии. В период завоевания города крестоносцами и существования Фессалоникского королевства в нём находилась кафедра католического епископа.
Около середины XI века храм был перестроен:109. К его западной части был пристроен просторный нартекс. Входные ворота прежней постройки были снесены, а восточную стену нартекса украсили фресковой живописью.
После завоевания Салоник турками в 1430 году храм до 1523 года продолжал использоваться для христианских богослужений, но потом, как и другие храмы города, был обращён в мечеть:96. Турками был изменён внешний вид храма — фасад украсил портик в османском стиле, колокольню переделали в минарет, а затем возвели и второй минарет в османском стиле. Внутреннее убранство храма уничтожено не было, его покрыли штукатуркой, которая и сохранила мозаики собора. В 1890 году пожаром строению был причинены значительные разрушения. В 1907—1910 годах турки выполнили ремонт. 
В 1912 году по итогам Первой Балканской войны город Салоники перешёл к Греции и Святая София была возвращена христианам. Османский минарет был разобран, а колокольне была возвращена изначальная функция. 
Храм является действующим и относится к митрополии Фессалоник. В современных Салониках собор находится в историческом центре города, а улица и площадь перед храмом носят названия в честь святой Софии.

## Архитектурные особенности
Размеры храма составляют 42 (длина) на 35 (ширина) метров, диаметр купола — около 10 метров, а высота рукавов креста — около 16 метров.
Архитектура храма сочетает в себе черты крестово-купольного храма и трёхнефной базилики. Купол положен на парусах, которые опираются на столбы. Выделяются очень глубокие подкупольные арки, которые образуют крестообразно расходящиеся от купола рукава.
При этом пространство храма расчленено на три нефа, хотя боковые нефы и не соответствуют апсидам, которые находятся на стыке центрального и боковых нефов.
К архитектурным элементам, характеризующим переход от куполообразной к крестокупольной базилике, относится также и то, что барабан имеет прямоугольную форму, купол держится на полуцилиндрических балках:95.
В архитектуре храма виден ряд недостатков (например, основание купола не имеет формы круга, а почти четырёхугольное с закруглёнными углами), которые объясняются тем, что, вероятно, архитектор ещё не освоил строительство нового вида церквей с базированием купола на арках:94-95. Общий стиль памятника провинциален, хотя масштаб постройки и сложность композиции свидетельствуют о восстановлении архитектурных традиций VI века. По мнению искусствоведа В. Д. Лихачёвой, храм Святой Софии напоминает константинопольские постройки Юстиниана и в первую очередь церковь Святой Ирины.
В архитектуре алтарной части видны новые архитектурные формы, вызванные изменениями, произошедшими в чине литургии: для приготовления Святых Даров сделано помещение для жертвенника, а справа от алтаря, симметрично жертвеннику, — диаконник для хранения церковной утвари и облачений:96.
Внутреннее пространство храма разделено двумя рядами колонн, своды купола держатся на четырёх объёмных колоннах византийского стиля, а неф имеет крестовый свод.

## Внутреннее убранство
Храм имеет квадратную форму, характерную для поздневизантийских крестокупольных базилик. Античные и византийские колонны, чередуясь, разделяют внутреннюю часть храма. Для колонн использованы капители, украшенные двумя рядами развивающихся листьев (аналог капителей в базилике Святого Димитрия), которые были позаимствованы из более древнего храма, вероятно, V века:99. Стены храма оштукатурены и раскрашены под мрамор. В ряде мест нанесён растительный орнамент.
Купол храма опирается на цилиндрический барабан, который, снижаясь, принимает форму квадрата с двенадцатью окнами, пространство выше которых покрыто мозаикой с изображением Вознесения. Также мозаикой украшен и свод апсиды алтарной части, где имеется мозаичное изображение Богородицы, относящиеся к иконописному типу «Одигитрия».
Кроме мозаик в храме сохранились фрески XI века, которые были выполнены при его реконструкции после пожара 1037 года. Фрески расположены в один ряд на восточной стене нартекса. На большинстве из них изображены святые, канонизированные в лике преподобных. Среди них выделяются преподобная Феодора и преподобный Евфимий — святые из Салоник.
- Одигитрия (мозаика апсиды)
- Вознесение Христово (мозаика купола)

### Мозаики
Мозаика апсиды — «Одигитрия»
Храм был построен в период иконоборчества, в связи с чем изначально апсида была украшена огромным крестом, а свод вимы — многочисленными небольшими крестами в прямоугольниках (так называемая аниконическая декорация). Эти мозаичные изображения были созданы в 780-е годы (то есть после первого восстановления иконопочитания императрицей Ириной или незадолго до него). Такая датировка основана на сохранившихся монограммах Константина VI, его матери императрицы Ирины и надписи с упоминанием епископа Феофила, бывшего участником Седьмого Вселенского собора в 787 году. Они находятся в своде алтаря рядом с крупным изображением равноконечного креста в круге.
Вскоре после окончательного восстановления иконопочитания императрицей Феодорой в 843 году изображение креста было заменено мозаичным изображением Богородицы, сидящей на троне, с младенцем Христом на руках. Изображение выполнено на золотом фоне. Мастер, создававший мозаику, не был знаком с принципами исправления перспективных искажений. По этой причине созданная им фигура Богородицы на полукруглой поверхности апсиды получилась широкой и грузной, а фигура Богомладенца Христа, напротив, слишком маленькой.
На уровне плеч Богородицы сохранились контуры креста, первоначально украшавшего апсиду. Под изображением Богородицы сохранилась надпись, относящаяся к первоначальному мозаичному украшению апсиды — «Господь Бог, сделай прочным это строение, так чтобы оно было непоколебимо до скончания века, для того чтобы был славен Ты, Твой Единородный Сын и Твой Пресвятой Дух».:107 Между сводом алтаря и аркой на узкой лицевой части мозаикой выложена цитата из 64-го псалма — «Насытимся благами дома Твоего, святаго храма Твоего» (Пс. 64:5).
Мозаика купола — «Вознесение»
На большой мозаике купола изображена сцена Вознесения Иисуса Христа. Образ Христа заключён в многоцветную шарообразную рамку — мандорлу, поднимаемую в небо двумя ангелами. Христос, благословляющий правой рукой, изображён сидящим на радуге. Вокруг этого центрального образа изображены двенадцать апостолов и Богородица в окружении двух ангелов, один из которых указывает на слова из апостольских деяний, написанные над их головами: «…мужи Галилейские! что вы стоите и смотрите на небо? Сей Иисус, вознесшийся от вас на небо, придет таким же образом, как вы видели Его восходящим на небо» (Деян. 1:11). Относительно датировки данной мозаики существуют следующие версии:
- по мнению Шарля Диля и М. Ле Турно, создана в два этапа: Христос с ангелами — VII век, Богоматерь, ангелы и апостолы — IX век. Данная датировка, по мнению профессора Петербургского университета Д. В. Айналова, не имеет никаких оснований;
- академик В. Н. Лазарев датирует мозаику IX веком на основании её сходства с росписями шестой капеллы в Гёреме и с мозаиками капеллы Сан Дзено в базилике Санта-Прасседе. Также в пользу такой датировки, на его взгляд, свидетельствует сохранившаяся в куполе надпись с упоминанием солунского архиепископа Павла (880—885 годы), которая, возможно, была выполнена одновременно с мозаикой.
- искусствовед Г. С. Колпакова датирует мозаику около 849 годом[14]:270 то есть первыми годами после окончательного восстановления иконопочитания.

Изображения апостолов отделены друг от друга деревьями. Мастер попытался передать индивидуальные черты каждого апостола: один смотрит на небо, прикрывая глаза рукой, другой представлен задумчивым со слегка опущенной головой, которую он поддерживает рукой, третий выражает изумление, наклонив голову и сжимая руку у подбородка. Апостолы, в отличие от Христа и Богоматери, изображены не имеющими нимба. Богородица изображена в молитвенном положении с поднятыми вверх руками.
Характеризуя технику исполнения мозаики, австрийский искусствовед Отто Демус пишет, что она представляет пример идеальной оптической системы отрицательной перспективы, характерный для средневизантийского искусства.

Длинные ноги фигур, то есть те их части, что находятся на более или менее вертикальных и поэтому подверженных сильному сокращению участках купола, укороченные торсы, небольшие головы — словом, всё изображено именно так, чтобы при взгляде снизу пропорции фигур казались нормальными. Даже несколько странное изображение сидящего Христа в зените купола попадает в точку — зритель воспринимает Его фигуру почти неискажённой, а это значит, что она оказывается меньше и шире. Её относительная неуклюжесть связана с тем, что изображение сидящей фигуры на обозреваемой снизу горизонтальной поверхности для византийского художника было почти неразрешимой проблемой.

- Богородица
- Христос, возносимый ангелами
- Иоанн Богослов

Также он отмечает, что помещение в куполе композиции Вознесение Христово является примером архаичной иконографии и не размещение в куполе Христа Пантократора, традиционного для столичного искусства Византии, объясняется провинциальным положением Салоник. Г. С. Колпакова относит мозаику к примерам архаического народного вкуса, но отмечает, что её отличает «академизация приёмов, усиленная стилизация объёмов, их точёность, орнаментализация очертаний деталей»:271.
Данная мозаика стала прототипом росписи купола Спасо-Преображенского собора Мирожского монастыря (середина XII века), а её отдельные мотивы были использованы для создания мозаичной композиции конхи алтаря лютеранской церкви Вознесения в Иерусалиме (1907—1910 годы).

## Включение в число объектов Всемирного наследия
15 января 1987 года Грецией для включения в число объектов Всемирного наследия ЮНЕСКО была номинирована группа раннехристианских и византийских памятников в городе Салоники, включающая и храм Святой Софии. В сентябре 1988 года Международный совет по вопросам охраны памятников и достопримечательных мест представил своё заключение с обоснованием возможности их включения в реестр.
На 14-й сессии Комитета Всемирного наследия, состоявшейся в Бразилии 5—9 декабря 1988 года, указанная группа памятников была включена в Список объектов Всемирного наследия под номером 456.